# Clothes Make the Man
Clothes Make the Man é um curta-metragem mudo norte-americano de 1915, do gênero comédia, com o ator cômico Oliver Hardy, baseado no romance Kleider machen Leute, do autor suíço Gottfried Keller, de 1874.

## Elenco
- Raymond McKee - Harold
- Yale Benner - Kearney
- Jean Dumar - Ethel
- Oliver Hardy - Rastus (como O.N. Hardy)
- Guido Colucci - George
- Maxine Brown - Sarah
- James Harris - Sr. Clancey
- Alice Grey - Phoebe Snow